# 大師之寺 (四日市市)
大師之寺（だいしのてら）は、三重県四日市市にある、高野山真言宗の仏教寺院。山号は　金剛宝閣（こんごうほうかく）。本尊は薬師如来。
4月29日午前には、光明真言土砂加持法会（法要）が行われる。
4月29日午後より5月5日に本四国八十八箇所各寺の、「お砂」を堂内に集め、参拝者が各寺順に、お参りをして回る法要が行われる。

## 歴史
明治30年（1897年）京都の、立葉隆道和尚が各地を巡拝布教の途次、この地に小堂を建て、弘法大師像を祀り、高野山総持院の説教所として、開いたのが始まりとされる。
昭和20年（1945年）6月 太平洋戦争末期の四日市空襲で焼失するが、本尊は難を逃れたという。戦後昭和25年（1950年）松林寺（名古屋市、廃寺）の本尊、弘法大師像を合祀し再建、寺号を大師之寺と称した。その後、昭和62年（1987年）本堂を移転修築すると共に、住職が美濃の国分寺で修行した縁で、先の本尊弘法大師に代わり、薬師如来を本尊に迎えた。

## 所在地
三重県四日市市南納屋町6-11

## 年中行事
- 1月28日　洗心瀧不動尊　水行会　護摩祈祷会
- 2月節分の日　節分厄除星供養会
- 3月21日　春季彼岸会　弘法大師正御影供
- 4月29日　光明真言　土砂加持法会
- 5月5日　本四国八十八箇所お砂踏み道場開筵
- 6月1日　大師之寺洗心会　四国八十八箇所逆打遍路（1国打ち、4年で1周、別格二重霊場も含む)
- 7月28日　洗心瀧不動尊夏季大祭
- 8月24日 地蔵盆大施餓鬼供養
- 9月21日　秋季彼岸会
- 11月11日　萬灯会　懺悔滅罪の日
- 毎月21日　護摩祈祷会　健康諸祈願

## 近隣施設
- 四日市港
- 大師寺（三重四国八十八箇所　7番札所）

## アクセス
- JR 四日市駅より東へ約0.6km
- 国道23号相生町より東へ約0.3km
- 三重交通バス 相生橋にて下車　西へ約0.2km
- 駐車場有り　寺院門前より西へ約１６０ｍ